# Malcolm McGowan
Pour les articles homonymes, voir McGowan.
Malcolm McGowan, né le 24 octobre 1955 à Londres, est un rameur britannique.

## Biographie

### Palmarès

#### Aviron aux Jeux olympiques
- 1980 à Moscou,  Union soviétique
  -  Médaille d'argent en huit[1]

#### Championnats du monde d'aviron
- 1981 à Munich,  Allemagne
  -  Médaille d'argent en huit